# 易润堂
易润堂（粤拼：Jek Yeun Thong，1930年7月29日—2018年6月3日）是新加坡建国元勋、人民行动党第一代成员，祖籍广东鹤山。

## 政治生涯
1955年，易润堂在1955年立法议会选举中为人民行动党（PAP）助选。1957年，他被任命为党的中央执行委员会秘书。同年，他被林有福政府根据《内部安全法》拘留。
在他获释与人民行动党上台后，从1959年到1976年，他先后担任人民行动党中央执行委员会助理财政部长、财政部长。除了担任人民协会副主席之外，他还曾在1968-78年间担任文化部长12年。  
此外，他还于1976年至1977年被任命为科学技术部长。 他被认为是1965年签署《新加坡独立协定》的十位部长之一。 
1960年，易润堂与李炯才一起被任命为政府-大学联合委员会的政府代表，以改革南洋大学，该大学最终于1980年与新加坡大学合并，成立新加坡国立大学。 

## 退休（1990年代 - 2018）
易润堂在2015年国庆游行中他最后一次公开露面，以纪念李光耀。
易润堂被认为是新加坡建国元勋。 

## 去世
易润堂于2018年6月3日去世，享年87岁。易润堂的家人遵从他的遗愿，举行了私人丧礼。政府下令于2018年6月7日在政府建筑物降半旗以示敬意。  
易润堂去世后，王邦文成为首届新加坡内阁中最后一名在世议员（截至2018年6月）。  

## 荣誉与奖项
易润堂于1990年被授予二等尼拉·乌塔玛勋章。